# Franco Rodolfo Savorgnan
Franco Rodolfo Savorgnan (Trieste, 30 agosto 1879 – Roma, 8 aprile 1963) è stato uno statistico italiano.
Dal 1932 al 1943 è stato presidente dell'Istituto Centrale di Statistica. È tra i dieci scienziati che firmarono il manifesto della razza il 14 luglio 1938.

## Biografia
Franco Rodolfo dei conti Savorgnan nasce a Trieste il 30 agosto 1879, ed era l'unico figlio del conte Alessandro Leonardo Emilio e della Nobildonna Virginia Narducci di San Daniele del Friuli. Discendente dall'antico Casato dei Savorgnan, conti palatini, conti di Belgrado e Palazzolo dello Stella, signori di Osoppo e di Udine, marchesi d'Istria, potente famiglia ascritta al nobile Patriziato di Venezia.
Franco Rodolfo Savorgnan è stato un importantissimo statistico, ricoprendo numerose cariche tra cui quella di consigliere municipale e membro della dieta di Trieste dal 1911 al 1914, allo scoppio della guerra si rifugiò in Italia, ove fu tra gli organizzatori del Comitato dei fuoriusciti, cosa che gli valse una condanna per alto tradimento da parte dell'Austria. Studioso di statistica, è stato docente all'università di Cagliari (1915), poi di Messina, Modena, Pisa e infine (1928) di Roma; è stato anche presidente dell'Istituto centrale di statistica e del Consiglio superiore di statistica. Si è occupato soprattutto di demografia e di sociologia.
Opere principali: La guerra e la popolazione (1918); Demografia di guerra (1921); Studi critici di sociologia (1925-1927); Corso di demografia (1929-1936); Studi di microstatistica (1940); Fecondità dell'aristocrazia (1942); La scelta matrimoniale e la fusione di elementi etnici eterogenei (1949); Bertillon e Gumplowicz: considerazioni sociologiche sulla diminuzione delle nascite in Francia (1954). Si è occupato anche di demografia e sociologia, in particolar modo ha analizzato il ciclo demografico prima, dopo e durante la prima guerra mondiale ed il rapporto tra reddito pro capite e fecondità.